# Szergej Viktorovics Fjodorov

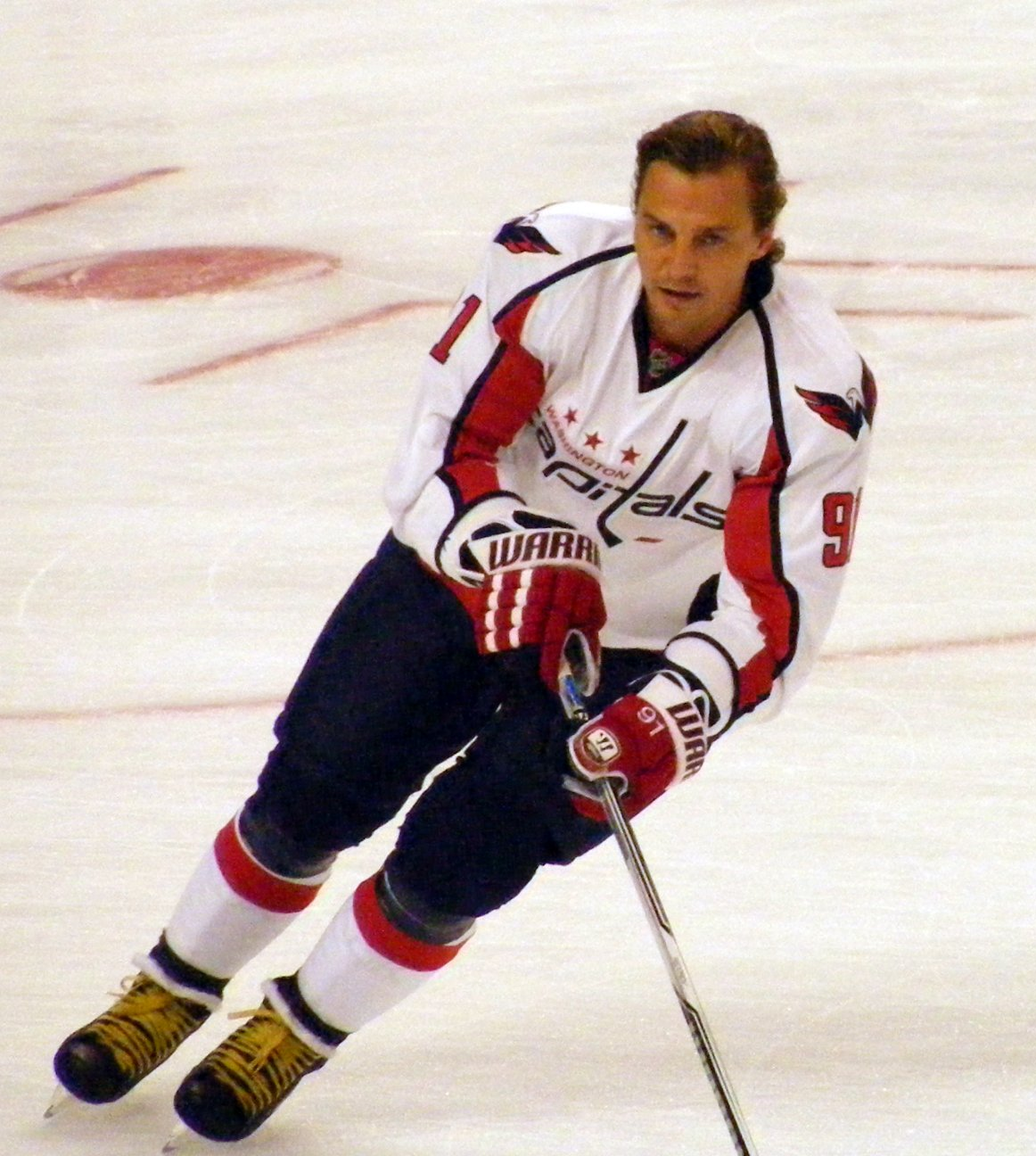
a Washington Capitalsban. 2008

Szergej Viktorovics Fjodorov (oroszul: Сергей Викторович Фёдоров; Pszkov, 1969. december 13. –) orosz profi jégkorongozó. Jelenleg a Kontinentális Jégkorong Liga (KHL) CSZKA Moszkva általános menedzsere (GM). A National Hockey League-ben szerepelt a Detroit Red Wingsben, az Mighty Ducks of Anaheimban, a Columbus Blue Jacketsben, és végül a Washington Capitalsban. 2008. október 25-én Alekszandr Mogilnij rekordját beérve a legtöbb gólt szerző orosz születésű NHL-játékos lett 475 találattal (végül 483 gólt szerzett). Nagy sikereit a Detroit Red Wingsben érte el. 2015-ben beválasztották a Jégkorong Hírességek Csarnokába.

## Karrier statisztika
|                 |                          |                 |                          | Alapszakasz              | Alapszakasz              | Alapszakasz              | Alapszakasz              | Alapszakasz              |                          | Rájátszás                | Rájátszás                | Rájátszás                | Rájátszás                | Rájátszás |
| Szezon          | Csapat                   | Liga            | MSz                      | G                        | A                        | P                        | B                        | MSz                      | G                        | A                        | P                        | B                        |                          |           |
| --------------- | ------------------------ | --------------- | ------------------------ | ------------------------ | ------------------------ | ------------------------ | ------------------------ | ------------------------ | ------------------------ | ------------------------ | ------------------------ | ------------------------ | ------------------------ | --------- |
| 1986–1987       | HC CSZKA Moszkva         | SzL             | 29                       | 6                        | 6                        | 12                       | 12                       | —                        | —                        | —                        | —                        | —                        |                          |           |
| 1987–1988       | HC CSZKA Moszkva         | SzL             | 48                       | 7                        | 9                        | 16                       | 20                       | —                        | —                        | —                        | —                        | —                        |                          |           |
| 1988–1989       | HC CSZKA Moszkva         | SzL             | 44                       | 9                        | 8                        | 17                       | 35                       | —                        | —                        | —                        | —                        | —                        |                          |           |
| 1989–1990       | HC CSZKA Moszkva         | SzL             | 48                       | 19                       | 10                       | 29                       | 20                       | —                        | —                        | —                        | —                        | —                        |                          |           |
| 1990–1991       | Detroit Red Wings        | NHL             | 77                       | 31                       | 48                       | 79                       | 66                       | 7                        | 1                        | 5                        | 6                        | 4                        |                          |           |
| 1991–1992       | Detroit Red Wings        | NHL             | 80                       | 32                       | 54                       | 86                       | 72                       | 11                       | 5                        | 5                        | 10                       | 8                        |                          |           |
| 1992–1993       | Detroit Red Wings        | NHL             | 73                       | 34                       | 53                       | 87                       | 72                       | 7                        | 3                        | 6                        | 9                        | 23                       |                          |           |
| 1993–1994       | Detroit Red Wings        | NHL             | 82                       | 56                       | 64                       | 120                      | 34                       | 7                        | 1                        | 7                        | 8                        | 6                        |                          |           |
| 1994–1995       | Detroit Red Wings        | NHL             | 42                       | 20                       | 30                       | 50                       | 24                       | 17                       | 7                        | 17                       | 24                       | 6                        |                          |           |
| 1995–1996       | Detroit Red Wings        | NHL             | 78                       | 39                       | 68                       | 107                      | 48                       | 19                       | 2                        | 18                       | 20                       | 10                       |                          |           |
| 1996–1997       | Detroit Red Wings        | NHL             | 74                       | 30                       | 33                       | 63                       | 30                       | 20                       | 8                        | 12                       | 20                       | 12                       |                          |           |
| 1997–1998       | Detroit Red Wings        | NHL             | 21                       | 6                        | 11                       | 17                       | 25                       | 22                       | 10                       | 10                       | 20                       | 12                       |                          |           |
| 1998–1999       | Detroit Red Wings        | NHL             | 77                       | 26                       | 37                       | 63                       | 66                       | 10                       | 1                        | 8                        | 9                        | 8                        |                          |           |
| 1999–2000       | Detroit Red Wings        | NHL             | 68                       | 27                       | 35                       | 62                       | 22                       | 9                        | 4                        | 4                        | 8                        | 4                        |                          |           |
| 2000–2001       | Detroit Red Wings        | NHL             | 75                       | 32                       | 37                       | 69                       | 40                       | 6                        | 2                        | 5                        | 7                        | 0                        |                          |           |
| 2001–2002       | Detroit Red Wings        | NHL             | 81                       | 31                       | 37                       | 68                       | 36                       | 23                       | 5                        | 14                       | 19                       | 20                       |                          |           |
| 2002–2003       | Detroit Red Wings        | NHL             | 80                       | 36                       | 47                       | 83                       | 52                       | 4                        | 1                        | 2                        | 3                        | 0                        |                          |           |
| 2003–2004       | Mighty Ducks of Anaheim  | NHL             | 80                       | 31                       | 34                       | 65                       | 42                       | —                        | —                        | —                        | —                        | —                        |                          |           |
| 2004–2005       | Nem játszott             | —               | 2004–2005-ös NHL-lockout | 2004–2005-ös NHL-lockout | 2004–2005-ös NHL-lockout | 2004–2005-ös NHL-lockout | 2004–2005-ös NHL-lockout | 2004–2005-ös NHL-lockout | 2004–2005-ös NHL-lockout | 2004–2005-ös NHL-lockout | 2004–2005-ös NHL-lockout | 2004–2005-ös NHL-lockout | 2004–2005-ös NHL-lockout |           |
| 2005–2006       | Mighty Ducks of Anaheim  | NHL             | 5                        | 0                        | 1                        | 1                        | 2                        | —                        | —                        | —                        | —                        | —                        |                          |           |
| 2005–2006       | Columbus Blue Jackets    | NHL             | 62                       | 12                       | 31                       | 43                       | 64                       | —                        | —                        | —                        | —                        | —                        |                          |           |
| 2006–2007       | Columbus Blue Jackets    | NHL             | 73                       | 18                       | 24                       | 42                       | 56                       | —                        | —                        | —                        | —                        | —                        |                          |           |
| 2007–2008       | Columbus Blue Jackets    | NHL             | 50                       | 9                        | 19                       | 28                       | 30                       | —                        | —                        | —                        | —                        | —                        |                          |           |
| 2007–2008       | Washington Capitals      | NHL             | 18                       | 2                        | 11                       | 13                       | 8                        | 7                        | 1                        | 4                        | 5                        | 8                        |                          |           |
| 2008–2009       | Washington Capitals      | NHL             | 52                       | 11                       | 22                       | 33                       | 50                       | 14                       | 1                        | 7                        | 8                        | 12                       |                          |           |
| 2009–2010       | Metallurg Magnyitogorszk | KHL             | 50                       | 9                        | 20                       | 29                       | 47                       | 8                        | 1                        | 1                        | 2                        | 4                        |                          |           |
| 2010–2011       | Metallurg Magnyitogorszk | KHL             | 48                       | 7                        | 16                       | 23                       | 40                       | 20                       | 5                        | 7                        | 12                       | 16                       |                          |           |
| 2011–2012       | Metallurg Magnyitogorszk | KHL             | 43                       | 6                        | 16                       | 22                       | 36                       | 10                       | 1                        | 3                        | 4                        | 6                        |                          |           |
| NHL-összesített | NHL-összesített          | NHL-összesített | 1,248                    | 483                      | 696                      | 1,179                    | 839                      | 183                      | 52                       | 124                      | 176                      | 133                      |                          |           |
| Szovjet         | Szovjet                  | Szovjet         | 169                      | 41                       | 33                       | 74                       | 87                       | —                        | —                        | —                        | —                        | —                        |                          |           |
| KHL-összesített | KHL-összesített          | KHL-összesített | 141                      | 22                       | 52                       | 74                       | 123                      | 38                       | 7                        | 11                       | 18                       | 26                       |                          |           |

## Nemzetközi statisztika
| Év                                 | Csapat                             | Esemény                            | Eredmény                           |    | MSz | G  | A  | P  | B |
| ---------------------------------- | ---------------------------------- | ---------------------------------- | ---------------------------------- | -- | --- | -- | -- | -- | - |
| 1987                               | Szovjetunió                        | U20-as világbajnokság              | DQ                                 | 6  | 0   | 0  | 0  | 8  |   |
| 1988                               | Szovjetunió                        | U20-as világbajnokság              | Ezüstérem                          | 7  | 5   | 7  | 12 | 0  |   |
| 1989                               | Szovjetunió                        | U20-as világbajnokság              | Aranyérem                          | 7  | 4   | 8  | 12 | 4  |   |
| 1989                               | Szovjetunió                        | Világbajnokság                     | Aranyérem                          | 10 | 6   | 3  | 9  | 10 |   |
| 1990                               | Szovjetunió                        | Világbajnokság                     | Aranyérem                          | 10 | 4   | 2  | 6  | 10 |   |
| 1991                               | Szovjetunió                        | Kanada-kupa                        | 5. hely                            | 5  | 2   | 2  | 4  | 6  |   |
| 1996                               | Oroszország                        | Világkupa                          | Bronzérem                          | 5  | 3   | 3  | 6  | 2  |   |
| 1998                               | Oroszország                        | Olimpia                            | Ezüst                              | 6  | 1   | 5  | 6  | 8  |   |
| 2002                               | Oroszország                        | Olimpia                            | Bronz                              | 6  | 2   | 2  | 4  | 4  |   |
| 2008                               | Oroszország                        | Világbajnokság                     | Aranyérem                          | 9  | 5   | 7  | 12 | 8  |   |
| 2010                               | Oroszország                        | Olimpia                            | 6. hely                            | 4  | 0   | 4  | 4  | 6  |   |
| 2010                               | Oroszország                        | Világbajnokság                     | Ezüstérem                          | 9  | 2   | 4  | 6  | 12 |   |
| U20-as összesített                 | U20-as összesített                 | U20-as összesített                 | U20-as összesített                 | 20 | 9   | 15 | 24 | 12 |   |
| Világbajnokság összesített         | Világbajnokság összesített         | Világbajnokság összesített         | Világbajnokság összesített         | 38 | 17  | 16 | 33 | 40 |   |
| Olimpia összesített                | Olimpia összesített                | Olimpia összesített                | Olimpia összesített                | 16 | 3   | 11 | 14 | 18 |   |
| Kanada-kupa/Világ-kupa összesített | Kanada-kupa/Világ-kupa összesített | Kanada-kupa/Világ-kupa összesített | Kanada-kupa/Világ-kupa összesített | 10 | 5   | 5  | 10 | 8  |   |
| Felnőtt összesített                | Felnőtt összesített                | Felnőtt összesített                | Felnőtt összesített                | 64 | 25  | 32 | 57 | 66 |   |